# Åke Edin (TV-journalist)
Åke Edin, född 12 april 1931, död 27 april 1993, var en svensk TV-journalist.
Edin var på 1950-talet karnevalsgeneral på Stockholms studentkår. Han blev antagen som hallåman hos Radiotjänst TV, men övergick snart till att arbeta som reporter på TV-Aktuellt. Han kom att tillsammans med Torbjörn Axelman och Åke Söderqvist producera TV-underhållning som Skäggen, Söndagsbilagan, Swingtime och Ragtime med bland annat Ove Lind, Leppe Sundewall, Staffan Broms och Rolf Bengtsson, samt hans specialprogram Splattra som sändes i ett antal uppmärksammade versioner.
Edin satte även upp revyer och kortpjäser på krogen Tegnér med bland annat Elisaweta och Gunvor Pontén. Han har skrivit sångtexter till artister som Lill Lindfors, Siw Malmkvist, Lill-Babs, Jan Malmsjö med flera.
Edin var 1960 tillsammans med reklamtecknaren och leksaksexperten Miklos von Matuska med i starten av segelsällskapet Gaff Yacht Society, med syftet att främja bevarandet av äldre segelyachter. Edin och Matuska ägde tillsammans under många år segelyachten Telma byggd 1906.
Edin förekommer som TV-intervjuare i filmen En kluven stad (1998).
Edin var värd för Sommar i P1 den 11 augusti 1965 samt 18 juli 1966.